# Global Alliance in Management Education
CEMS - The Global Alliance in Management Education ou CEMS (anteriormente "Community of European Management Schools and International Companies") é uma cooperação entre as mais 
conceituadas universidades e escolas de gestão do mundo inteiro com empresas multinacionais e ONGs. O CEMS Global Alliance inclui 30 instituições académicas de 5 continentes, 76 parceiros empresariais e 7 parceiros sociais. O CEMS administra a entrega do diploma CEMS MIM nas suas escolas parceiras, apoia o CEMS Alumni Association (CAA) e facilita a cooperação geral entre os seus membros.
O CEMS MIM tem sido regularmente classificado pelo ranking do "Financial Times" entre os 10 melhores Mestrados de Gestão, desde a sua criação em 2005. Desde 2017 o CEMS MIM está também classificado no ranking do "The Economist". O programa tem mais de 12,000 antigos alunos de 85 nacionalidades diferentes em 75 países. 

## CEMS MIM
O CEMS Master's in International Management (CEMS MIM) é uma graduação de um ano, ministrado pelas escolas e universidades de gestão pertencentes ao CEMS, disponíveis a um grupo estudantes elegido nas instituições membros. Criado em 1988 pelos fundadores da "University of Cologne", "HEC Paris", "ESADE" e "Università Bocconi", o CEMS MIM foi o primeiro Mestrado supranacional. O CEMS tem como objectivo estabelecer um padrão de excelência global ao nível dos mestrados pré-experiência em Gestão, proporcionando um ensino e investigação a estudantes que ambicionam desempenhar um papel de liderança no desenvolvimento e direção de empresas num contexto global.
Estes estudantes vão demonstrar as habilidades de liderança adquiridas através:
- elevados padrões acadêmicos e habilidades profissionais
- capacidade de executar eficazmente num ambiente de rápidas mudanças
- empatia com diferentes culturas, valores e comportamentos
- vontade de assumir responsabilidades na sua sociedade

CEMS MIM consiste num semestre base (geralmente parte do mestrado na universidade de origem), seguido por um segundo semestre no estrangeiro numa universidade-membro do CEMS. Além do requisito de completar um mestrado no país de origem, a graduação do CEMS também exige a sucedida conclusão de um projeto de negócios, seminários de habilidades e competências, um estágio internacional, e 2 exames de língua estrangeira. Enquanto o CEMS MIM é um grau académico de alta qualidade, as suas características únicas encontram-se no enfoque adicional de competências empresariais práticas, proficiência linguística e na experiência internacional inicial/prévia.
Cada universidade-membro do CEMS tem um número limite de vagas disponíveis para os seus estudantes no programa CEMS MIM. Deste modo, o processo de seleção é muito exigente e concorrido e, em muitos casos, certas universidades exigem pré-requisitos para a admissão no processo de seleção, incluindo uma média alta e competências linguísticas.
O processo de seleção difere entre os vários membros acadêmicos, no entanto, muitas vezes é necessário os estudantes já estarem matriculados ou admitidos num mestrado de gestão com uma universidade-membro antes de se candidatarem ao CEMS MIM. Todos os graduados do CEMS recebem um diploma tanto da sua instituição de origem como do CEMS. Assim, o CEMS MIM é muitas vezes referido como um "double degree" (dubla graduação).

## Classificação
O CEMS MIM tem sido regularmente classificado pelo Financial Times entre os 10 melhores Mestrados de Gestão, desde a sua criação em 2005.
|                         | 2020 | 2019 | 2018 | 2017 | 2015 | 2014 | 2013 | 2012 | 2011 | 2010 | 2009 | 2008 | 2007 | 2006 | 2005 |
| Financial Times Ranking | 13   | 8    | 9    | 9    | 4    | 5    | 7    | 3    | 2    | 2    | 1    | 3    | 2    | 2    | 3    |

## Membros Acadêmicos do CEMS
Todas as universidades e escolas que oferecem o CEMS Master’s in International Management (CEMS MIM):
| País                | Escola                                                   | Cidade                |
| ------------------- | -------------------------------------------------------- | --------------------- |
| Austrália           | The University of Sydney Business School                 | Sidney                |
| Áustria             | WU (Vienna University of Economics & Business)           | Vienna                |
| Bélgica             | Louvain School of Management                             | Louvain-La-Neuve      |
| Brasil              | Escola de Administração de Empresas de São Paulo-FGV     | São Paulo             |
| Canadá              | Ivey Business School                                     | Londres               |
| Chile               | Universidad Adolfo Ibáñez                                | Santiago do Chile     |
| China               | Tsinghua University School of Economics and Management   | Pequim                |
| Chéquia             | University of Economics, Prague                          | Praga                 |
| Dinamarca           | Copenhagen Business School                               | Frederiksberg         |
| Egito               | The American University in Cairo School of Business      | Cairo                 |
| Finlândia           | Aalto University School of Business                      | Helsinki              |
| França              | HEC Paris                                                | Jouy-en-Josas         |
| Alemanha            | University of Cologne                                    | Colônia               |
| Hong Kong           | HKUST Business School                                    | Hong Kong             |
| Hungria             | Corvinus University of Budapest                          | Budapest              |
| Índia               | Indian Institute of Management Calcutta                  | Calcutá               |
| Irlanda             | UCD Michael Smurfit Graduate Business School             | Dublin                |
| Itália              | Università Bocconi                                       | Milão                 |
| Japão               | Keio University                                          | Tokyo                 |
| Países Baixos       | Rotterdam School of Management, Erasmus University       | Rotterdã              |
| Noruega             | Norwegian School of Economics                            | Bergen                |
| Polónia             | Warsaw School of Economics                               | Varsóvia              |
| Portugal            | Nova School of Business and Economics                    | Lisboa                |
| Rússia              | Graduate School of Management, St. Petersburg University | São Petesburgo        |
| Singapura           | National University of Singapore                         | Singapura             |
| África do Sul       | University of Cape Town Graduate School of Business      | Cidade do Cabo        |
| República da Coreia | Korea University Business School                         | Seul                  |
| Espanha             | ESADE Business School                                    | Sant Cugat del Vallès |
| Suécia              | Stockholm School of Economics                            | Estocolmo             |
| Suíça               | University of St.Gallen                                  | St. Gallen            |
| Turquia             | Koç University Graduate School of Business               | Istanbul              |
| Reino Unido         | The London School of Economics and Political Science     | Londres               |
| Estados Unidos      | Cornell SC Johnson College of Business                   | Ithaca                |

## Parceiros Empresariais do CEMS
Atualmente, o CEMS tem mais de 70 parceiros empresariais que contribuem financeiramente, com uma base anual, e fornecem ao programa recursos humanos e contribuição para o próprio currículo. Isto significa que estes parceiros oferecem cursos de habilidades e competências empresariais, dão palestras ou convidam alunos do CEMS para atividades da empresa onde estes podem aprender mais sobre práticas corporativas ou resolver casos. Essas relações são bastante úteis para promover a empresa aos alunos, enquanto estes adquirem conhecimentos sobre os diversos problemas que afetam o mundo e como resolver e abordar esses mesmos problemas.
CEMS currently totals 70+ corporate partners which contribute financially on an annual basis and provide the programme with human resources and input into the curriculum itself. This means that they chart skills courses, give lectures or invite CEMS students to company activities where students learn about certain corporate practices or solve cases. These connections are very useful to promote the company to the students, while the students gain insight into real-world problems and solution approaches.http://www.cems.org/corporate-partners/list</ref>
| - A.T. Kearney - ABB - Airbus Group - Arçelik - Arla Foods - AstraZeneca PLC - Bank of Moscow - Barilla - Beiersdorf AG - BNP Paribas - BRF - Coloplast - Crédit Agricole S.A. - Daymon Worldwide - Deloitte Touche Tohmatsu - Deutsche Bank - Dropbox - EDP - Energias de Portugal, S.A. - EF Education First - ENGIE - Facebook - Fung (1937) Management Ltd. - GlaxoSmithKline - Google - Groupe SEB | - Grupa Azoty S.A. - Henkel AG & Co. KGaA - Hilti - HSBC - Indesit Company s.p.a. - ING Group - Kerry Group plc - KONE - Kowa Company, Ltd - L'Oréal - Lawson, Inc - LVMH - Maersk - MasterCard - McKinsey & Company - Millennium bcp - Banco Comercial Português - Mondi Europe & International - MVM - Natixis - Nokia Corporation - Nomura Securities Co, Ltd - Novo Nordisk - Oesterreichische Nationalbank - OMV Aktiengesellschaft | - OTP Bank - PricewaterhouseCoopers - Procter & Gamble - QBE Insurance Group Limited - Reckitt Benckiser - SABMiller plc - Salesforce - Schneider Electric - Shell - Siemens Management Consulting - ŠKODA AUTO a.s. - Société Générale - Statkraft AS - Statoil - Swiss RE - UBS - Unibail-Rodamco - UniCredit - Uniplaces - United Overseas Bank - Universum - Vodafone - Whirlpool - Wolseley Group - Zurich Financial Services |

## Parceiros Sociais do CEMS
Os primeiros parceiros sociais do CEMS juntaram-se à organização em Dezembro de 2010. Estes são os primeiros de uma série de organizações sem fins lucrativos e ONGs que contribuem para a aliança de forma idêntica aos Parceiros Empresariais (seleção e admissão de estudantes, direção e controlo, entrega de currículo, proposta de estágios e oportunidades de emprego). Esta nova iniciativa é parte de um grande esforço de sustentabilidade do CEMS. Na mesma linha, o CEMS também assinou a declaração PRME (Principles of Responsible Management Education).
- CARE International
- Fairtrade Labelling Organizations International
- Transparency International
- United Nations Alliance of Civilizations (UNAOC)

## Associação dos Antigos Alunos do CEMS
“CEMS Alumni Association” (CAA), em português a Associação dos Antigos Alunos do CEMS, permite florescer a experiência multicultural dos graduados do CEMS. Fundada em 1993 pelos graduados do CEMS, a Associação é uma rede internacional de graduados do CEMS dispersa pelo mundo inteiro. Até o momento cerca de 10.000 alunos graduaram-se e tornaram-se “CEMS alumni”, antigos alunos do CEMS.
A Associação é liderada por um “Alumni Board”, em português conselho de antigos alunos, e está presente em muitos países através de comitês locais (CLs). Os CLs são responsáveis por manter contato com os ex-alunos do CEMS e organizar atividades profissionais e sociais. Eles encontram-se regularmente para discutir as atividades e desenvolvimento da Associação. O “Alumni Board” compreende: o Presidente da CAA, o diretor executivo do CEMS, um representante do conselho de estudantes do CEMS, um representante das universidades-membro do CEMS, 3 representantes do Comité local, 2 alunos sénior e 2 alunos juniores.
A missão do Conselho de Antigos Alunos é promover a comunidade de ex-alunos do CEMS, propondo e desenvolvendo iniciativas que reflitam os objetivos do “CAA” e promover a carreira e oportunidades de desenvolvimento pessoal dos seus membros. O Conselho de Antigos Alunos também representa os interesses dos antigos alunos no Conselho Executivo do CEMS e apoia o desenvolvimento da Aliança do CEMS. Além disso, a Associação dos Antigos Alunos do CEMS apoia os ex-alunos a terem um impacto positivo no ensino de gestão, negócios, administração global e na sociedade.